# Sacoila
Sacoila là một chi thực vật có hoa trong họ, Orchidaceae.